# Райхспрезидент (1919 – 1945)
Райхспрезидентът (на немски: Reichspräsident) е държавен глава от управлението на Германската империя в периода 1919 – 1945 г.
Съгласно конституцията, създадена от Ваймарската република, райхспрезидентът се избира непосредствено от народа. Срокът на президентския мандат е 7 години.

## Списък на райхспрезидентите (1919 – 1945)
| № | Портрет | Име (Роден-Починал)                               | Мандат (Начало-Край)                                               | Полит. партия |
| - | ------- | ------------------------------------------------- | ------------------------------------------------------------------ | ------------- |
| 1 |         | Фридрих Еберт (1871 – 1925)                       | 11 февруари 1919 – 28 февруари 1925 (умира по време на управление) | SPD           |
| 2 |         | Паул фон Хинденбург (1847 – 1934)                 | 12 май 1925 – 2 август 1934 (умира по време на управление)         | безпартиен    |
| 3 |         | Адолф Хитлер (1889 – 1945) (Фюрер и Райхсканцлер) | 2 август 1934 – 30 април 1945 (самоубил се)                        | NSDAP         |
| 4 |         | Карл Дьониц (1891 – 1980)                         | 30 април – 23 май 1945 (арестуван)                                 | NSDAP         |

## Флагове
- 1919 – 1921
- 1921 – 1926
- 1926 – 1933
- 1933 – 1934
- 1934 – 1945
- 30 април – 23 май 1945